# Gustavo Raggio
Gustavo Daniel Raggio (Villa Constitución, 27 de octubre de 1971-Río Cuarto, 20 de febrero de 2024) fue un futbolista y director técnico argentino. Jugaba como marcador central y su primer equipo fue Newell's Old Boys. Su último club fue Argentino de Rosario.

## Trayectoria

### Como jugador
Tuvo una gran presentación en Newell´s Old Boys en el año 1991, donde comenzó cubriendo el lateral derecho para luego ganarse un lugar en la zaga central. Con Marcelo Bielsa como entrenador, fue campeón del certamen de Primera División, en las finales con Boca Juniors que se definieron por penales en La Bombonera.
Antes de pasar a Estudiantes de La Plata en 1996, fue compañero de Diego Maradona en su paso por Rosario.
Ya consolidado como defensor central, dejó Estudiantes de La Plata para hacer su único paso por el fútbol del exterior en Emelec de Ecuador, en 1997. Luego jugó en  Banfield, Unión (donde tuvo tres ciclos), San Martín de San Juan, San Martín de Mendoza (dos etapas), Quilmes (con quien logró la vuelta a Primera división en 2003), Independiente Rivadavia y Argentino de Rosario, donde se cerraría su carrera en 2007.

### Como entrenador
Inició su carrera como entrenador dirigiendo en las inferiores de Newell's Old Boys. Pasó, entre otros, por Sportivo Las Parejas.
En 2024, mientras se desempeñaba como entrenador de Estudiantes de Río Cuarto, fue internado en terapia intensiva desde el 5 de febrero por una neumonía bilateral. Fallece el día 20 de febrero.

## Clubes

### Como jugador
| Club                    | País      | Año       |
| ----------------------- | --------- | --------- |
| Newell's Old Boys       | Argentina | 1991-1996 |
| Estudiantes de La Plata | Argentina | 1996      |
| Emelec                  | Ecuador   | 1997      |
| Banfield                | Argentina | 1997-1998 |
| Unión (SF)              | Argentina | 1998-1999 |
| San Martín (SJ)         | Argentina | 1999-2000 |
| San Martín (SM)         | Argentina | 2000-2001 |
| Unión (SF)              | Argentina | 2002      |
| Quilmes                 | Argentina | 2003      |
| Unión (SF)              | Argentina | 2003-2004 |
| San Martín (SM)         | Argentina | 2004-2005 |
| Independiente Rivadavia | Argentina | 2005-2006 |
| Argentino de Rosario    | Argentina | 2006-2007 |

### Como asistente técnico
| Equipo              | País   | Año       |
| ------------------- | ------ | --------- |
| Selección de Panamá | Panamá | 2019-2020 |

### Como entrenador
| Club                 | País      | Año       |
| -------------------- | --------- | --------- |
| Unión (AS)           | Argentina | 2014      |
| Newell's Old Boys    | Argentina | 2014      |
| Atlético San Jorge   | Argentina | 2015-2016 |
| 9 de Julio (A)       | Argentina | 2017-2018 |
| Sportivo Las Parejas | Argentina | 2018-2019 |
| Cipolletti           | Argentina | 2020-2021 |
| Sportivo Las Parejas | Argentina | 2022      |
| Douglas Haig         | Argentina | 2022-2023 |
| Estudiantes (RC)     | Argentina | 2024      |

## Palmarés

### Como jugador

#### Campeonatos nacionales
| Título           | Club              | País      | Año  |
| ---------------- | ----------------- | --------- | ---- |
| Primera División | Newell's Old Boys | Argentina | 1992 |